# أدنستيلس
أدِنُستيلِس وتعني قلمية الغدة هو جنس من النباتات المزهرة في فصيلة عباد الشمس النجمية من القبيلة الشيخاوية. وُصِف أنه جنس في عام 1816. توجد في المناخات المعتدلة في نصف الكرة الشمالي وخاصة في أوروبا وآسيا الصغرى .